# كارل جاست
كارل جاست (بالنرويجية البوكمول: Carl Just)‏ هو محرر وصحفي نرويجي، ولد في 10 سبتمبر 1897، وتوفي في 16 أكتوبر 1990.